# Secret Code (アルバム)
『Secret Code』（シークレット・コード）は、日本の歌手・上木彩矢が2006年7月12日にGIZA studioから発売した1枚目のオリジナルアルバムである。

## 概要
- 上木彩矢のメジャー1枚目のアルバムであり、初のフルアルバムである。本作がデビューアルバムにしてオリコントップ10入りとなった。
- コンセプトとして、『BLACK KAMIKI』と『WHITE AYA』という、人間の黒と白の二面性というテーマがとられている。アルバムのコンセプトに合わせてインストアライブや購入者先着特典も『BLACK KAMIKI』と『WHITE AYA』に分けられていた。
- CD発売同日よりデジタル配信においても全曲配信が開始された。なおiTunes Storeでは、アルバムトラックを一括購入すると未CD化音源となるライブ音源「Communication Break (Live version)」がダウンロードできる。

## 収録曲
| #         | タイトル                | 作詞      | 作曲      | 編曲       | 時間 |
| --------- | ----------------------- | --------- | --------- | ---------- | ---- |
| 1.        | 「Communication Break」 | 上木彩矢  | 徳永暁人  | 後藤康二   | 3:34 |
| 2.        | 「ピエロ」              | 稲葉浩志  | 松本孝弘  | 葉山たけし | 3:13 |
| 合計時間: | 合計時間:               | 合計時間: | 合計時間: | 合計時間:  | 6:47 |

| 全作詞: 上木彩矢（※特記以外）。 |                                                                                  |                       |                |                |      |
| #                               | タイトル                                                                         | 作詞                  | 作曲           | 編曲           | 時間 |
| 1.                              | タイトルなし                                                                     | 上木彩矢（※特記以外） |                |                | 3:32 |
| 3.                              | 「もう君だけを離したりはしない」                                                 | 上木彩矢（※特記以外） | 川本宗孝       | 葉山たけし     | 4:17 |
| 4.                              | 「Secret Code」(テレビ東京系『JAPAN COUNTDOWN』2006年7月度オープニングテーマ)    | 上木彩矢（※特記以外） | 大野愛果       | 葉山たけし     | 3:52 |
| 5.                              | 「Bounce, Bounce, Bounce」                                                       | 上木彩矢（※特記以外） | 大野愛果       | 葉山たけし     | 4:07 |
| 6.                              | 「プライド オブ プレイス」                                                       | 上木彩矢（※特記以外） | Hiya & Katsuma | Hiya & Katsuma | 4:08 |
| 7.                              | 「夏のある日」                                                                   | 上木彩矢（※特記以外） | 水野幹子       | SCHON          | 4:14 |
| 8.                              | 「I Sing This Song For You」                                                     | 上木彩矢（※特記以外） | 水野幹子       | SCHON          | 2:55 |
| 9.                              | 「傷だらけでも抱きしめて」(3rdシングル「もう君だけを離したりはしない」のc/w曲。) | 上木彩矢（※特記以外） | 藤本貴則       | 葉山たけし     | 3:36 |
| 10.                             | 「Believe in YOU」                                                               | 上木彩矢（※特記以外） | 大田紳一郎     | 三好誠         | 3:53 |
| 11.                             | 「Can't stop fallin' in LOVE」                                                   | 上木彩矢（※特記以外） | 藤末樹         | SCHON          | 3:18 |
| 12.                             | 「Changing The World」                                                           | 上木彩矢（※特記以外） | 高森健太       | Bonn           | 5:05 |
| 13.                             | 「フレンズ」                                                                     | 上木彩矢（※特記以外） | 大野愛果       | 葉山たけし     | 5:23 |
| 合計時間:                       | 合計時間:                                                                        | 合計時間:             | 合計時間:      | 48:20          |      |

## 参加ミュージシャン
- 上木彩矢：Vocal

サポートミュージシャン
- 葉山たけし：Programming & All Instruments
- 後藤康二：Programming & All Instruments
- 三好誠：Programming & All Instruments
- SCHON：Programming & All Instruments
- Bonn：Programming & All Instruments
- Hiya & Katsuma：Programming & All Instruments
- 麻井寛史：Additional Bass (#10)
- G/R B&G：Background Vocals (#8)
- 大田紳一郎：Background Vocals (#10)